# Rosalie Aprile
Rosalie Aprile est un personnage fictif de la série télévisée d'HBO Les Soprano interprété par Sharon Angela.
Veuve du parrain de la famille DiMeo, Jackie Aprile, Sr. et mère de deux enfants (Jackie et Kelli), Rosalie est également l'amie de Carmela Soprano et Gabriella Dante, épouses respectives de Tony Soprano et Silvio Dante, à qui elle offre des conseils typiquement francs.

## Source
- (en) Cet article est partiellement ou en totalité issu de l’article de Wikipédia en anglais intitulé « List of The Sopranos characters#Rosalie Aprile » (voir la liste des auteurs).